# ماسايا كيمورا
ماسايا كيمورا (باليابانية: 木村正哉) هو متزحلق ياباني، ولد في 1986 في ميوكو في اليابان.

## وصلات خارجية
- ماسايا كيمورا على موقع الاتحاد الدولي للتزلج (التزلج الريفي) (الإنجليزية)